# Piano piano (Ketama126)
Piano piano è un singolo del rapper italiano Ketama126, pubblicato il 9 giugno 2023.

## Descrizione
Il brano è scritto, composto e prodotto da Ketama126.

## Video musicale
Il video musicale è stato pubblicato il 14 giugno 2023 attraverso il canale YouTube del rapper.

## Tracce
Testi e musiche di Piero Baldini.
1. Piano piano – 2:56